# BTG1
BTG1 (англ. BTG anti-proliferation factor 1) – білок, який кодується однойменним геном, розташованим у людей на короткому плечі 12-ї хромосоми. Довжина поліпептидного ланцюга білка становить 171 амінокислот, а молекулярна маса — 19 209.
| 10         |  | 20         |  | 30         |  | 40         |  | 50         |
| ---------- |  | ---------- |  | ---------- |  | ---------- |  | ---------- |
| MHPFYTRAAT |  | MIGEIAAAVS |  | FISKFLRTKG |  | LTSERQLQTF |  | SQSLQELLAE |
| HYKHHWFPEK |  | PCKGSGYRCI |  | RINHKMDPLI |  | GQAAQRIGLS |  | SQELFRLLPS |
| ELTLWVDPYE |  | VSYRIGEDGS |  | ICVLYEASPA |  | GGSTQNSTNV |  | QMVDSRISCK |
| EELLLGRTSP |  | SKNYNMMTVS |  | G          |  |            |  |            |

A: Аланін

C: Цистеїн

D: Аспарагінова кислота

E: Глутамінова кислота

F: Фенілаланін

G: Гліцин

H: Гістидин

I: Ізолейцин

K: Лізин

L: Лейцин

M: Метіонін

N: Аспарагін

P: Пролін

Q: Глутамін

R: Аргінін

S: Серин

T: Треонін

V: Валін

W: Триптофан

Кодований геном білок за функцією належить до фосфопротеїнів. 